# 리브 울만
리브 울만(Liv Ullmann, 1938년 10월 21일 ~ )은 노르웨이의 배우, 영화 감독이다. 영화 감독 잉마르 베리만의 뮤즈로서 전 세계적으로 이름을 알렸다.

## 작품 목록

### 감독
- 소피 (1992)
- 크리스틴 라브란다터 (1995)
- 사적인 고백 (1996)
- 트로로사 (2000)
- 미스 줄리 (2014)

### 배우
잉마르 베르만 작품
- 페르소나 (1966)
- 늑대의 시간 (1968)
- 수치 (1968)
- 정열 (1969)
- 외침과 속삭임 (1972)
- 결혼의 풍경 (1973)
- 고독한 여심 (1976)
- 베를린의 밤 (1977)
- 가을 소나타 (1978) - 에바 역
- 사라방드 (2003)
- 우트반드라나 (1971)
- 뉴 랜드 (1972)
- 방황과 불륜의 순간들 (1988)

## 같이 보기
- 영화 감독 목록